# Europeisk vandringsgräshoppa
Europeisk vandringsgräshoppa (Locusta migratoria) är en insektsart som först beskrevs av Carl von Linné 1758.  Europeisk vandringsgräshoppa ingår i släktet Locusta och familjen gräshoppor. Arten förekommer tillfälligt i Sverige, men reproducerar sig inte.
Under vanliga förhållanden lever varje individ ensam och de undviker kontakt med varandra. Stora svärm bildas endast vid matbrist. Dessa grupper kan vandra 130 km under ett dygn. Samtidig äts föda som motsvarar exemplarens kroppsvikt eller lite mer. Europeisk vandringsgräshoppa äter olika växtdelar som blad, blommor, frukter, bark, frön och stjälkar.
Utbredningsområdet ligger främst i södra Europa i södra Frankrike, på Iberiska halvön, söder om Alperna, på Balkanhalvön och fram till Kaukasus. Längre norrut förekommer arten endast tillfällig. Arten hittas även i Afrika. Denna gräshoppa föredrar fuktiga gräsmarker.
Beståndet hotas av bekämpningsmedel och av intensivt jordbruk. Hela populationen bedöms som stor. IUCN listar arten som livskraftig (LC).

## Underarter
Arten delas in i följande underarter:
- L. m. manilensis
- L. m. migratorioides
- L. m. capito
- L. m. burmana
- L. m. migratoria
- L. m. cinerascens
- L. m. tibetensis

## Bildgalleri

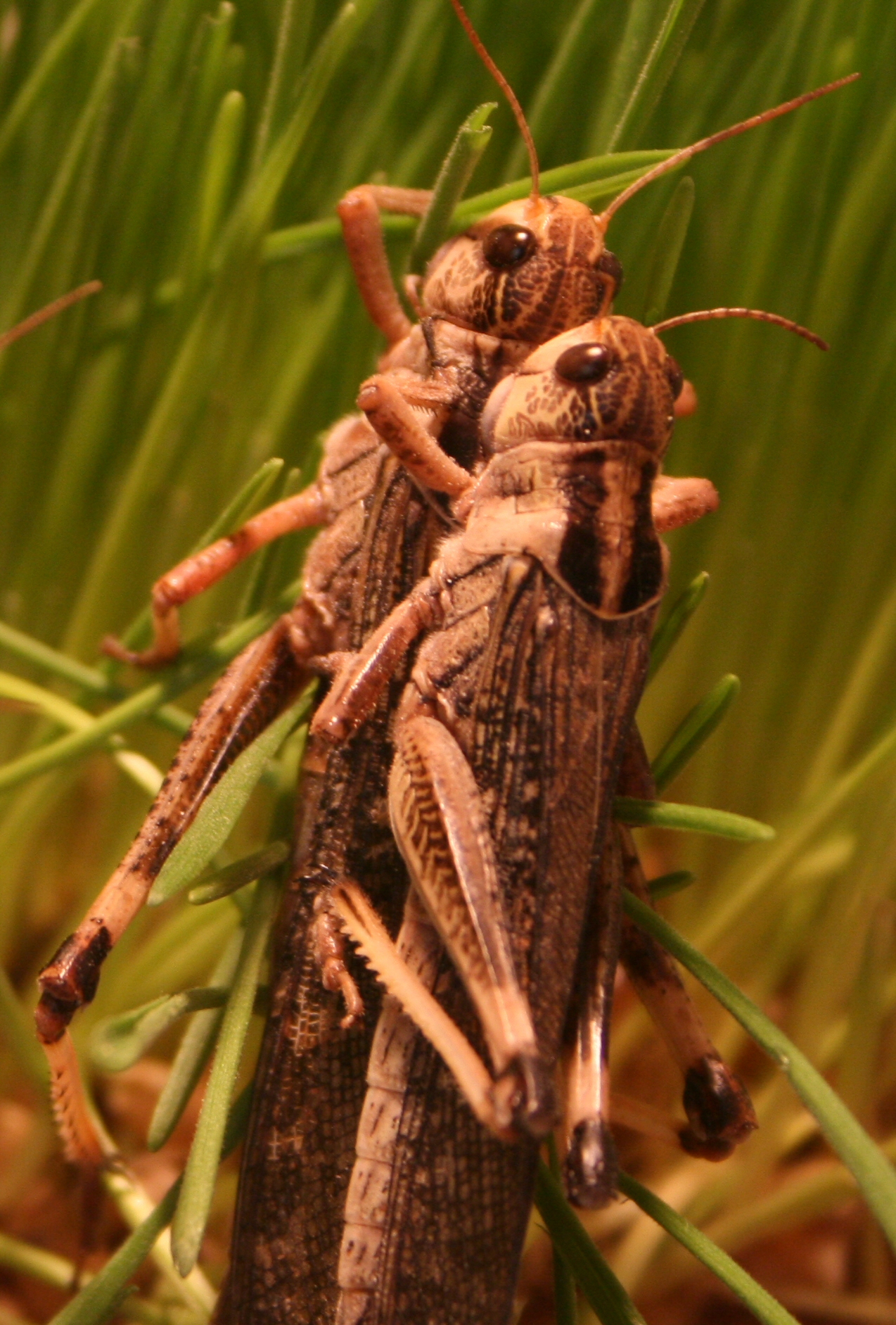
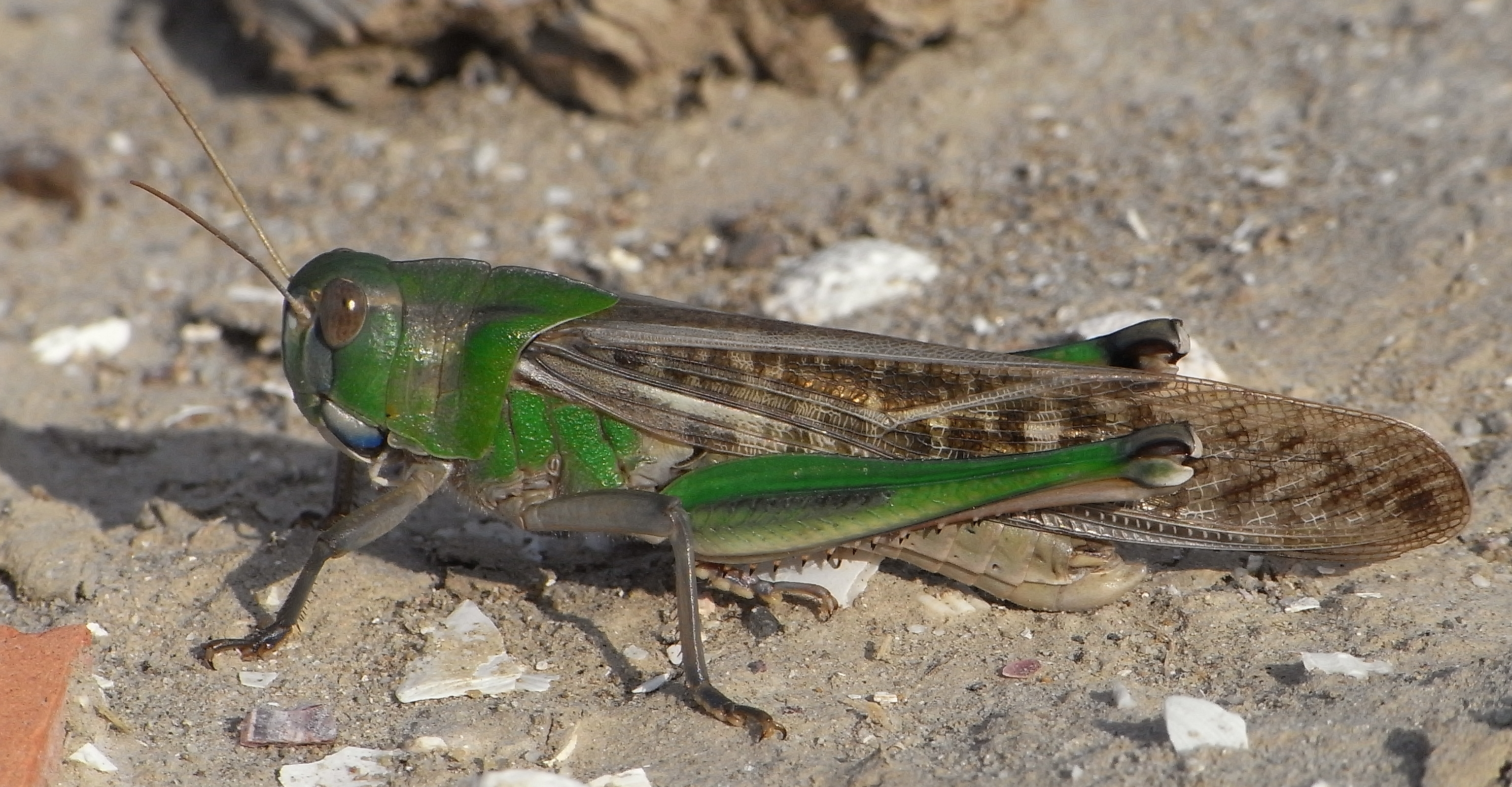
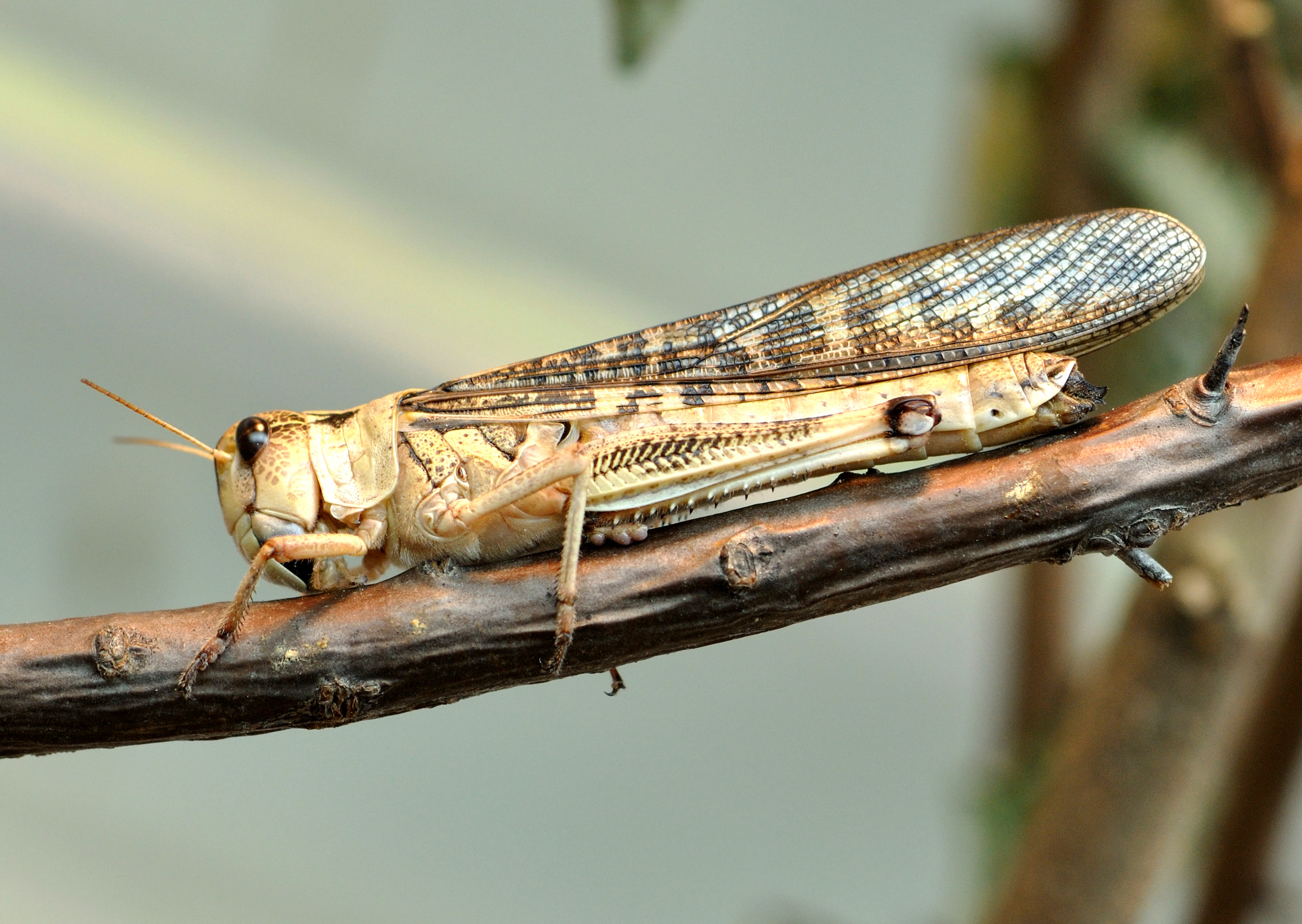
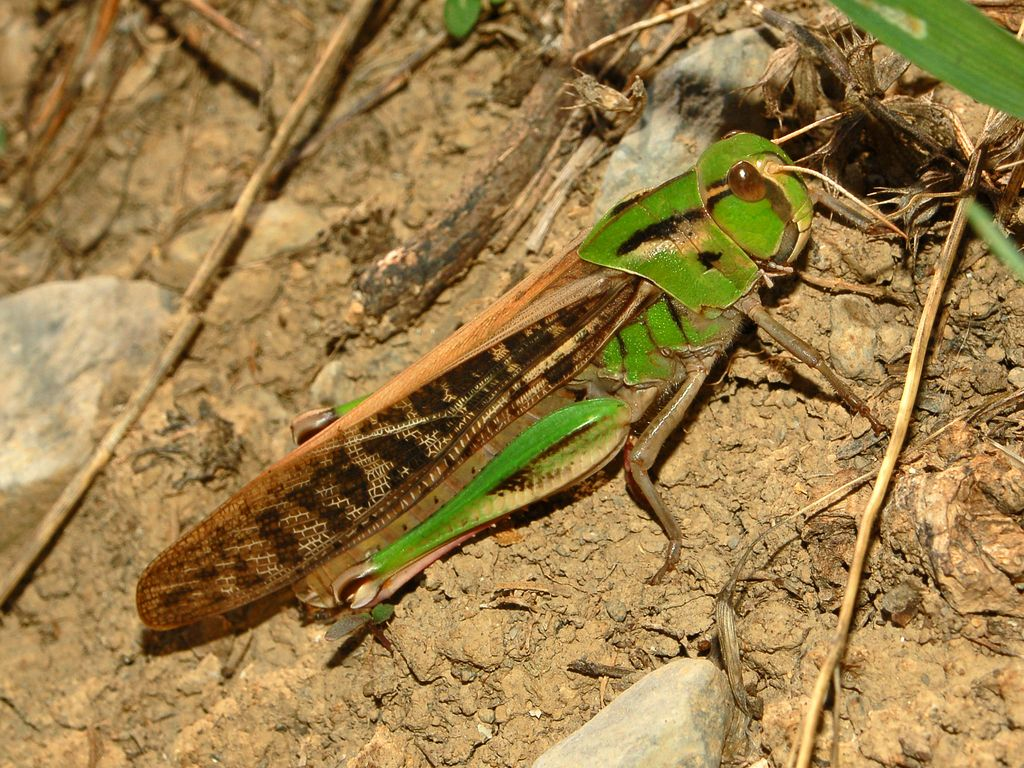
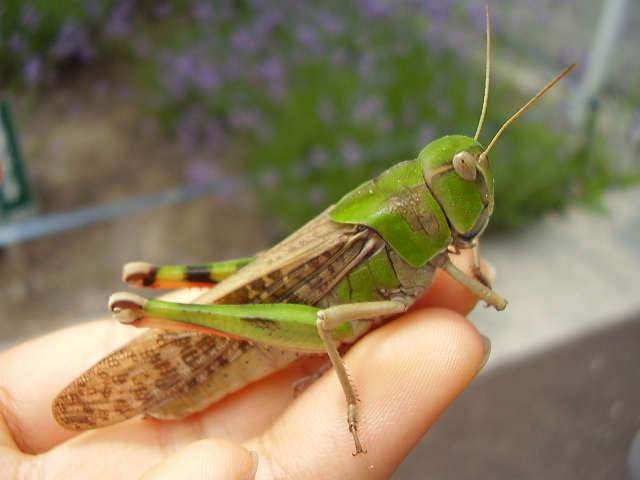
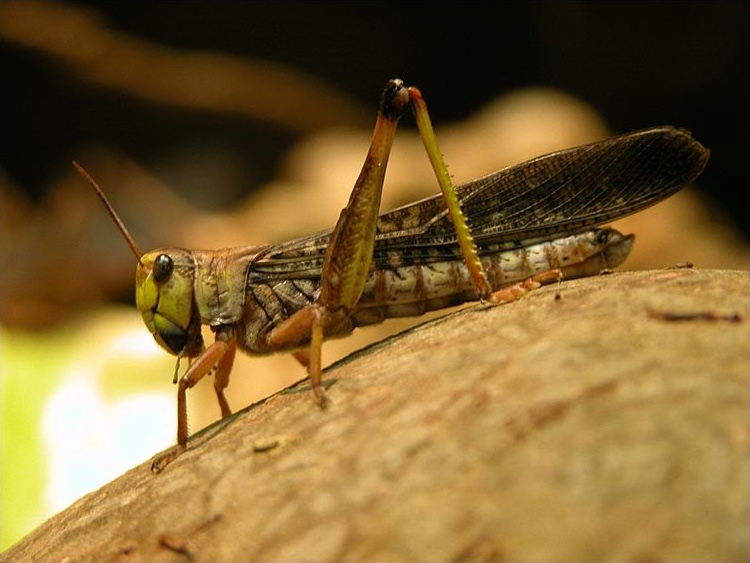